# Альбінен
Альбінен (нім. Albinen) — громада  в Швейцарії в кантоні Вале, округ Лойк.

## Географія
Громада розташована на відстані близько 70 км на південь від Берна, 24 км на північний схід від Сьйона.
Альбінен має площу 15,6 км², з яких на 3,3% дозволяється будівництво (житлове та будівництво доріг), 46,1% використовуються в сільськогосподарських цілях, 39,6% зайнято лісами, 10,9% не є продуктивними (річки, льодовики або гори).

## Демографія
2019 року в громаді мешкало 240 осіб (-13,7% порівняно з 2010 роком), іноземців було 10,8%. Густота населення становила 15 осіб/км².
За віковим діапазоном населення розподілялося таким чином: 10,4% — особи молодші 20 років, 52,9% — особи у віці 20—64 років, 36,7% — особи у віці 65 років та старші. Було 122 помешкань (у середньому 2 особи в помешканні).
Із загальної кількості 91 працюючого 10 було зайнятих в первинному секторі, 15 — в обробній промисловості, 66 — в галузі послуг.